# Bulla clausa
Bulla clausa är en snäckart som beskrevs av Dall 1889. Bulla clausa ingår i släktet Bulla och familjen Bullidae. Inga underarter finns listade i Catalogue of Life.